# Lala (自動車)
Lala（ララ）は、タケオカ自動車工芸が販売している1人乗り電気ミニカー（原動機付四輪自転車）。嘉远汽车が生産している「灵族」の輸入改良販売である。

## 概要
ララは、家庭用100V電源で充電が可能で、一回の充電で走行距離は鉛電池搭載で約80km、リチウムイオン電池搭載で約120km、鉛電池仕様の最高速度は55km、リチウムイオン電池仕様の最高速度は60kmである。
道路交通法上は自動車に分類され、普通自動車免許が必要である。道路運送車両法上は、第一種原動機付自転車（四輪）の扱いで車庫証明や車検等は必要としない。

## 改良
タケオカ自動車工芸独自の、日本専用設計とし改良を加えて販売している。以下の通り
- 超小型自動車およびミニカーの規格に対応するため座席を1つに変更
- ドライブポジション改良。ペダル配置の最適化
- サイドブレーキに変更。サイドブレーキバー設置
- 強力制動型リアドラムブレーキに変更。
- 前後スライドとリクライニングシートを設置。
- サイドブレーキワイヤー、イコライザ装置を室内に設置変更。腐食対策
- ゴム部品を日本製に変更。
- 室内の空気圧を逃がす仕組みを追加。半ドア対策
- ドアベルト独自変更。
- 荷物ストッパーを追加。
- 電池個々の電圧計表示。
- ウインカーオートキャンセラー追加。
- 室内装備の充実

## 仕様
通常仕様
- 鉛蓄電池60V 仕様
- 鉛蓄電池72V 仕様
- リチウムイオン電池72V 仕様

プレミアム装着車
- Lala パッケージ５ - 非常用電源用装置、ソーラーパネル、防犯システム（人が近づくと、防犯カメラおよびデイライト作動）装着
- Lala あったカー - 電子レンジを車内に取り付けたモデル[3]。

## 年表
2016年10月21日
電気ミニカー「ララ」発表。同年11月17日に全国で発売。

## ギャラリー

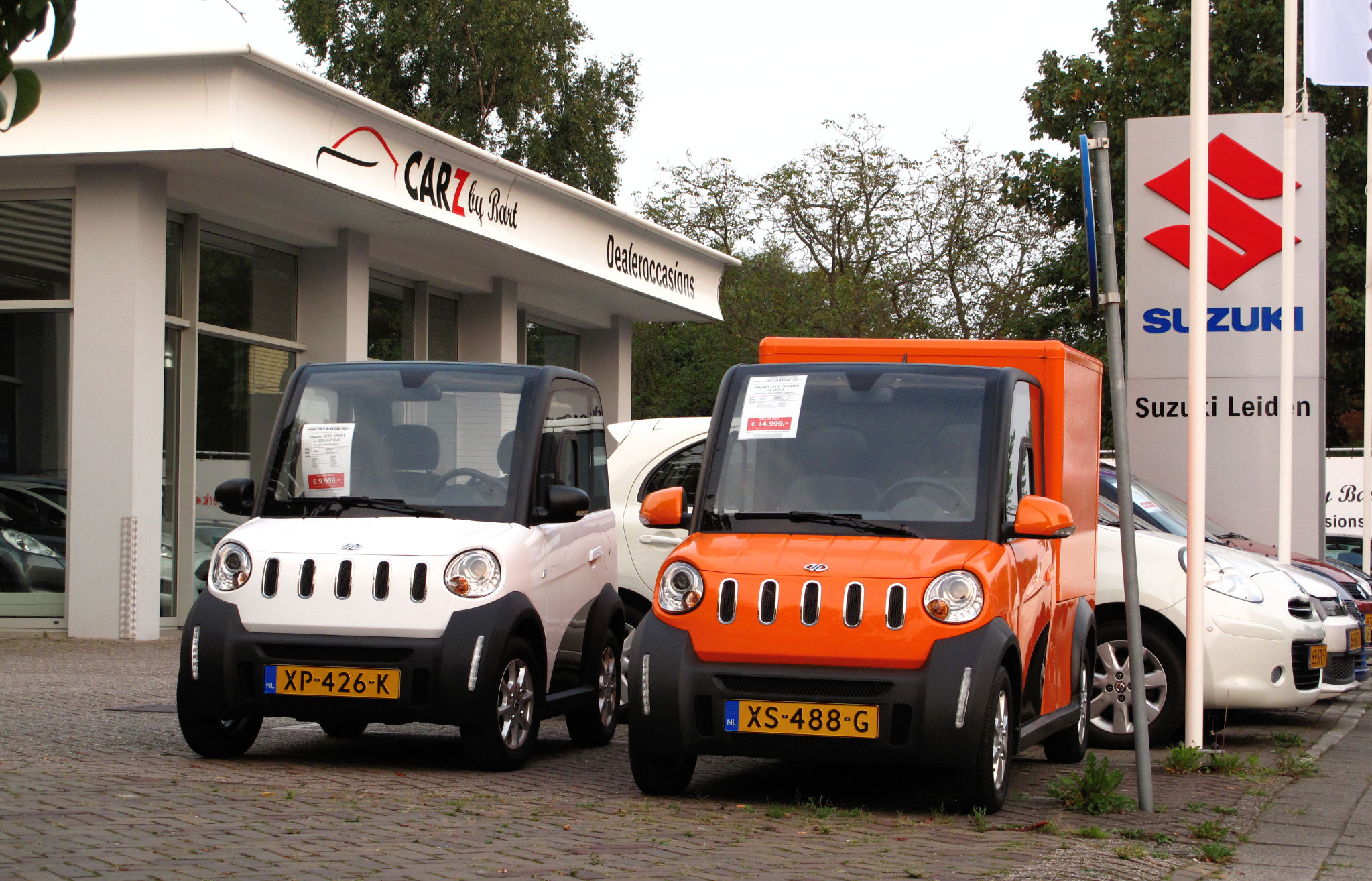
中国の「灵族」

### 同型車
- タジマ・ジャイアン - タジマEVが輸入販売
- イーアップル - アップルオートネットワークが輸入販売